# Jaborosa rotacea
Jaborosa rotacea är en potatisväxtart som först beskrevs av Miguel Lillo, och fick sitt nu gällande namn av A.T. Hunziker och G. Barboza. Jaborosa rotacea ingår i släktet Jaborosa och familjen potatisväxter. Inga underarter finns listade i Catalogue of Life.